# Daniele Bettini
Daniele Bettini (Genova, 29 marzo 1977) è un ex pallanuotista e allenatore di pallanuoto italiano.

## Carriera
Ha iniziato la sua carriera nello Sporting Club Quinto, poi passato alla Rari Nantes Bogliasco e proseguito in seguito al Bologna, prima di indossare dal 2000 la calottina della Pro Recco dove ha vinto tre scudetti e due Coppe dei Campioni.
Ritiratosi nel 2016, ha iniziato ad allenare prima le formazioni giovanili maschili e poi la squadra femminile del Bogliasco, ed in seguito è stato anche assistente della nazionale femminile. Nel 2022 è stato assistente della nazionale maschile che ha partecipato ai Giochi del Mediterraneo; l'anno successivo guida la nazionale maschile alle Universiadi di Chengdu, conquistando la medaglia d'oro.

## Statistiche

### Presenze e reti nei club
Statistiche aggiornate al 23 dicembre 2010.
| Stagione         | Squadra          | Campionato       | Campionato | Campionato | Coppe nazionali | Coppe nazionali | Coppe nazionali | Coppe continentali | Coppe continentali | Coppe continentali | Totale | Totale |
| Stagione         | Squadra          | Comp             | Pres       | Reti       | Comp            | Pres            | Reti            | Comp               | Pres               | Reti               | Pres   | Reti   |
| ---------------- | ---------------- | ---------------- | ---------- | ---------- | --------------- | --------------- | --------------- | ------------------ | ------------------ | ------------------ | ------ | ------ |
| 2007-2008        | Bogliasco        | A1               | ?          | 24         | -               | -               | -               | -                  | -                  | -                  | ?      | 24     |
| 2008-2009        | Bogliasco        | A1               | ?          | 18         | -               | -               | -               | -                  | -                  | -                  | ?      | 18     |
| 2009-2010        | Bogliasco        | A1               | ?          | 11         | -               | -               | -               | -                  | -                  | -                  | ?      | 11     |
| 2010-2011        | Bogliasco        | A1               | 10         | 6          | -               | -               | -               | -                  | -                  | -                  | 10     | 6      |
| Totale Bogliasco | Totale Bogliasco | Totale Bogliasco | ?          | 59         |                 | -               | -               |                    | -                  | -                  | ?      | 59     |
| Totale carriera  | Totale carriera  | Totale carriera  | ?          | ?          |                 | -               | -               |                    | -                  | -                  | ?      | ?      |

## Palmarès

### Giocatore
- Campionato italiano: 3

Pro Recco: 2002, 2006, 2007
- Coppe Italia: 2

Pro Recco: 2006, 2007
- Eurolega: 2

Pro Recco: 2002-03, 2006-07
- Supercoppa LEN: 1

Pro Recco: 2007

### Allenatore

#### Nazionale
- Universiadi

Chengdu 2023: 